# Martina Ratej
Martina Ratej, född 2 november 1981, är en slovensk spjutkastare.
Ratej tävlade för Slovenien vid olympiska sommarspelen 2008 i Peking. Hon kastade 55,30 meter i kvalet i spjutkastningstävlingen, vilket inte räckte till en finalplats. Vid olympiska sommarspelen 2012 i London tog sig Ratej till finalen i spjutkastningstävlingen, där hon slutade på 7:e plats efter ett kast på 61,62 meter.
Vid olympiska sommarspelen 2016 i Rio de Janeiro kastade Ratej som längst 59,76 meter i spjutkastningstävlingen, vilket inte räckte till en finalplats.

## Personliga rekord
Utomhus
- Spjutkastning – 67,16 (Doha, 14 maj 2010)[4] 0NR0[5]
- Kulstötning – 8,67 (Birmingham, 26 maj 2018)[4]
- Släggkastning – 42,85 (Brežice, 10 september 2003)[4]